# واشینگتن، شهرستان موریس، نیوجرسی
واشینگتن، موریس کانتی (به انگلیسی: Washington Township) شهری در ایالت نیوجرسی کشور ایالات متحده آمریکا است که جمعیت آن در سرشماری سال ۲۰۱۰ میلادی، ۱۸٬۵۳۳ نفر بوده‌است.